# أولاد سلامة (مصر)
قرية أولاد سلامة هي إحدى القرى التابعة لمركز المنشأة بمحافظة سوهاج في جمهورية مصر العربية. حسب إحصاءات سنة 2006، بلغ إجمالي السكان في أولاد سلامة 14415 نسمة، منهم 7600 رجل و6815 امرأة.